# Скица
Скица или кроки је цртеж који је састављен обично слободном руком и оловком на објашњење неке представе, нацрт, ситна прозаичка слика, црта.
Употребљава се у сликарству а затим и у архитектури, дизајну и примењеној графици а нашла је примену и у техници. Поводни нацрти неког дела често бивају касније јако цењени документи приликом извођења мисаоног приступа и стваралачког поступка. Скице су често јако импровизоване и могу бити на папирима разних врсти а могу се купити и специјалне врсте у тзв. „скицарима“.